# Blauvac
Blauvac är en kommun i departementet Vaucluse i regionen Provence-Alpes-Côte d'Azur i sydöstra Frankrike. Kommunen ligger i kantonen Mormoiron som tillhör arrondissementet Carpentras. År 2022 hade Blauvac 555 invånare.

## Befolkningsutveckling
Antalet invånare i kommunen Blauvac
| Referens: INSEE |